# Styrax lasiocalyx
Styrax lasiocalyx är en storaxväxtart som beskrevs av Janet Russell Perkins. Styrax lasiocalyx ingår i släktet Styrax och familjen storaxväxter. Inga underarter finns listade i Catalogue of Life.